# Die Kocharena
Die Kocharena war eine Fernsehsendung von VOX. In der Sendung kochten ausgewählte Hobbyköche gegen prominente Fernsehköche. Die Sendung wurde von Florian König und Heiko Waßer moderiert. Marketing- und Eventberater Peter Wiese unterstützte sie, der gleichzeitig auch als Einkäufer, Foodberater und „Koch-Experte“ fungierte.
Ende Juli 2013 wurde die letzte Episode ausgestrahlt, bevor im September die konzeptionell ähnlich ausgerichtete Sendung Grill den Henssler startete.

## Regeln
Ein Starkoch (wechselte nach jeder Folge) trat in der Sendung gegen fünf Kandidaten an. Die Kandidaten waren ehemalige Gewinner der täglich ausgestrahlten VOX-Kochsendung Das perfekte Dinner und seit 2008 auch der Sendung Unter Volldampf!. Per Zufallsgenerator wurde einer der Kandidaten, zunächst für die Vorspeise, ausgewählt. Die Kandidaten waren vorher über die zu kochenden Gerichte mit jeweils drei, früher fünf, Gängen informiert und konnten sich in der Studioküche vorbereiten, bzw. üben. Der Starkoch erfuhr erst unmittelbar vor dem Beginn des jeweiligen Ganges, was zu kochen war. Für jeden Gang gab es eine Zeitvorgabe, innerhalb der das Essen zubereitet werden musste. Danach entschied eine Experten-Jury durch Verkostung und anschließende Punktevergabe, wer als Sieger aus jedem Gang hervorging. Wenn der Starkoch und der Kandidat gleich viele Punkte erhielten, gewann der Kandidat. Gewann ein Kandidat einen Gang gegen den Profikoch, erhielt dieser 3000 € und durfte auch noch den nächsten Gang kochen, wobei sich dann der mögliche Gewinn um jeweils 3000 € erhöhte.
Für den Gewinn des Desserts gab es jeweils einen Spezialpreis wie zum Beispiel eine Küche oder eine Reise.

## Ausstrahlung
Am 8. November 2007 startete die Sendung vier Ausgaben zur Primetime. Gast der ersten Folge war Johann Lafer. Die Premierenfolge sahen insgesamt 2,38 Millionen Zuschauer (8,4 Prozent Marktanteil), in der werberelevanten Zielgruppe waren es 1,15 Millionen (9,8 Prozent Marktanteil). Die zweite Folge, in der Tim Mälzer zu Gast war, strahlte der Sender am 11. November aus. Die Folge wurde von 3,06 Millionen Zuschauern verfolgt (9,5 Prozent Marktanteil), in der Gruppe der 14- bis 49-Jährigen waren es 1,88 Millionen (13,4 Prozent Marktanteil). Die dritte Folge vom 15. November 2007 mit Martin Baudrexel sahen 2,63 Millionen Zuschauer bei einem Marktanteil von 9,0 Prozent, in der werberelevanten Zielgruppe sahen 1,55 Millionen Zuschauer bei 12,9 Prozent Marktanteil zu.
Vom 23. Dezember 2007 bis April 2008 zeigte VOX monatlich je eine neue Ausgabe. Von 2008 bis 2013 wurden regelmäßig neue Folgen meist jeden zweiten Sonntagabend im abgewandelten Format Promi Kocharena ausgestrahlt. Die letzte Ausgabe wurde am 28. Juli 2013 gezeigt.

## Starköche
Köche, die regelmäßig in Die Promi-Kocharena auftraten:
- Kolja Kleeberg (2007–2013)
- Ralf Zacherl (2008–2013)
- Steffen Henssler (2007–2013)

Köche, die bei Specials auftraten:
- Mario Kotaska (2011–2012; RTL-Spendenmarathon)
- Martin Baudrexel (2011–2012; RTL-Spendenmarathon)
- Ralf Zacherl (2011–2012; RTL-Spendenmarathon)

Gastköche:
- Johann Lafer (8. November 2007, 28. Juni 2009)
- Tim Mälzer (11. November 2007, 23. Mai 2008, 30. Mai 2008, 6. Juni 2008, 19. September 2008, bis 19. September 2008 insgesamt 13 Auftritte)
- Rainer Sass (27. Januar 2008)
- Andreas Studer (23. März 2008)
- Stefan Marquard (20. April 2008, 17. April 2009)
- Kim Sohyi (23. Mai 2008, 30. Mai 2008, 6. Juni 2008, 19. September 2008, 3. Oktober 2008)
- Frank Buchholz (23. November 2008, 16. Januar 2009, 29. November 2009)
- Mirko Reeh (30. Januar 2009)
- Christian Henze (1. Mai 2009, 27. Dezember 2009)
- Holger Stromberg (24. Mai 2009)
- Ralf Jakumeit (19. Juli 2009, 6. Januar 2013)
- Sante de Santis (16. Januar 2009, 20. Juni 2010, 19. September 2010, 26. Mai 2013)

## Jury
Die Jury bestand aus drei bekannten „Ess-“ bzw. Kochexperten.
- Katja Burghardt – ehemalige Chefredakteurin der Zeitschrift essen & trinken
- Heinz Horrmann – Gastrokritiker
- Reiner Calmund – Fußballfunktionär und „Genießer“